# Sneeuw in Vlaanderen
Sneeuw in Vlaanderen is een olieverfschilderij op doek van Valerius De Saedeleer (1867-1941). Hij vervaardigde het vermoedelijk in of rond 1928. Het doek behoort sinds de aankoop van een onbekende eigenaar dankzij de bemiddeling van de Driejaarlijkse Tentoonstelling Antwerpen (1928) tot de collectie van het Koninklijk Museum voor Schone Kunsten Antwerpen. Het draagt er inventarisnummer 2104.

## Context
Valerius De Saedeleer was deel van de eerste groep kunstenaars uit Sint-Martens-Latem. Na de Eerste Wereldoorlog vestigde hij zich te Etikhove, waar Sneeuw in Vlaanderen ontstond. Dat sluit aan bij de sneeuwlandschappen die de kunstenaar voor de oorlog in Sint-Martens Latem en na 1908 in Tiegem schilderde. Kenmerkend is de verstilling die erin overheerst.

## Beschrijving
Tegen het uitgestrekte landschap onder een onmetelijke lucht tekenen zich kleine huisjes, schuren, heggen en bomen af. Bebouwing en bomenrijen doorkruisen, maar verbinden tegelijk ook, de verschillende plans die elkaar zigzaggend opvolgen en die de blik van de toeschouwer steeds horizontaal over het werk doen glijden. Een tijdloze, onwerkelijke sfeer wordt gecreëerd door het aparte kleurgebruik (overwegend witte en groene tinten), de fijne tekening en de dunne, gladde factuur. Doordat de hoge lucht met irreële lichtglans donkerder wordt naarmate ze zich verder van de horizon verwijdert, wordt het gevoel van ruimte en oneindigheid nog versterkt.
Sneeuw in Vlaanderen doet denken aan de landschappen met weids uitzicht vanuit het hoog standpunt van Pieter Bruegel de Oude. Herkenbaar zijn de lage zon en de oranje gloed die de sneeuwvlakten doen verkleuren. Zo ook voor de kale, donkere bomen die fel afsteken tegen de golvingen doorheen het landschap. In tegenstelling tot Bruegel liet De Saedeleer echter veel meer ruimte voor lucht doordat hij de horizon lager schilderde. Nanny Schrijvers, medewerker aan het Koninklijk Museum voor Schone Kunsten Antwerpen, schrijft zelfs dat de luchtpartij in dit werk even belangrijk als het land is. Wat ook verschilt van de bekende Bruegellandschappen is het gebrek aan figuren.

## Materiële aspecten

### Afmetingen
- 125 × 132 cm (dagmaat)
- 135,5 × 142 × 7 cm (inclusief lijst)

### Signaturen
- Valerius de Saedeleer
  - Plaats: recto, links onder
  - Type: handschrift
  - Lettertype: onderkast met beginkapitaal
  - Auteur: Velerius de Saedeleer